# Roland Møller
Roland Møller (tiếng Đan Mạch: [ˈmøːˀlɐ]; sinh năm 1972) là nam diễn viên người Đan Mạch.

## Thời thơ ấu
Møller sinh ra và lớn lên tại Odense, Đan Mạch. Anh từng 10 lần bị cáo buộc hành hung và phải thi hành bản án 4 năm rưỡi trước khi được ân xá.

## Danh sách phim
| Năm  | Tên                   | Vai                  | Ghi chú |
| ---- | --------------------- | -------------------- | ------- |
| 2010 | R                     |                      |         |
| 2012 | A Hijacking           | Jan Sørensen         |         |
| 2013 | A Second Chance       |                      |         |
| 2015 | The Shamer's Daughter | Hannes               |         |
| 2015 | Land of Mine          |                      |         |
| 2016 | Undercover            | Mick                 |         |
| 2017 | Darkland              | Claus                |         |
| 2017 | Atomic Blonde         | Aleksander Bremovych |         |
| 2017 | Papillon              | Celier               |         |
| 2018 | The Commuter          | Jackson              |         |
| 2018 | Skyscraper            | Kores Botha          |         |